# Hypospadias
 Mise en garde médicale
L'hypospadias est une malformation congénitale et une variation du développement sexuel qui se manifeste par l'ouverture de l'urètre dans la face inférieure du pénis au lieu de son extrémité (ou plus rarement, à l'intérieur du vagin). Lorsqu'elle apparaît sur la face supérieure on parle d'épispadias.
Affectant, selon les études, entre une et huit naissances masculines sur mille,,, ce type de malformation a fortement augmenté dans les années 1970 et 1980, comme d'autres malformations génitales. Les perturbateurs endocriniens, également impliqués dans d'autres malformations génitales, semblent être l'une des principales causes ou la principale cause de cette augmentation. L’hypospadias féminin est beaucoup plus rare, avec un diagnostic souvent plus tardif (quelques mois après la naissance, voire bien plus tard).
Cette malformation n'est pas limitée à l'espèce humaine, des cas ont par exemple été étudiés chez le chien, et le bouc.

## Historique
L'hypospadias est connu depuis l'Antiquité. Sa plus ancienne trace serait une céramique grecque antique de Chios datant d'environ 610 av. J.-C., découverte à Naucratis et représentant un « phallus-vulvaire »,.
Aristote est le premier à en parler, brièvement, dans De generatione animalium : « On a vu aussi des garçons chez qui l’extrémité du pénis et le canal par où sort le résidu de la vessie ne se trouvent pas au même endroit, mais ce dernier est au-dessous. Aussi, ils s’accroupissent pour uriner et une fois les testicules remontés, ils paraissent à distance avoir à la fois un organe féminin et un organe masculin. On a vu aussi le conduit pour l’excrément sec soudé chez certains animaux entre autres les moutons ».
Galien, au IIe siècle, semble être le premier à utiliser le mot hypospadias. Il en fait une description succincte dans son Isagogicis libri,, mais une incertitude demeure car ce mot est également employé dans l'édition latine des Gynaeciorum attribuée à un dénommé Moschion, un médecin grec ou romain dont on sait peu de chose et qui aurait vécu entre le Ier et le VIIe siècles,. Ce qui ne fait aucun doute, c'est qu'ils considéraient tous deux cette anomalie comme une cause certaine de l'infertilité, non par manque de semence féconde, précise Galien, mais à cause de la malposition méatique et de la courbure du pénis au niveau du gland lors de l'érection, à cause du frein trop court, responsable de la déviation et du ralentissement de l'éjaculat qui ne peut atteindre l'utérus, un problème auquel il propose de sectionner le frein pour y remédier,.
Au VIIe siècle, Paul d'Égine s'écarte de la définition de Galien et désigne sous le terme d'hypospadias l'imperforation du gland et l'ouverture de l'urètre sous le frein. Il pratiqua l'amputation du gland pour rétablir la rectitude de l'éjaculation, une méthode qui sera délaissée au Xe siècle quand Abulcasis, qui distinguait trois sortes d'hypospadias (lorsque le gland n'est pas percé ; lorsqu'il l'est mais avec un méat trop petit ; enfin lorsque le méat ne se trouve pas à l’extrémité du gland), opta pour le percement du gland à sa position naturelle avec une feuille de myrte pointue, pour ensuite introduire une canule de plomb jusqu'à l'urètre et refermer l'ancienne ouverture. Il serait ainsi le premier à avoir pratiqué la tunnellisation du gland, suivi, bien plus tard, par Ambroise Paré, Fabrice d'Acquapendente, Pierre Dionis et Lorenz Heister entre le XVIe et le XVIIe siècles,.
À partir du XVIIIe siècle l'idée selon laquelle les hypospades sont impropres à la reproduction est remise en question. Jean-Baptiste Morgagni et Raphaël Bienvenu Sabatier (lui-même hypospade) sont persuadés que les hommes affectés de ce vice de conformation ne sont pas moins aptes à procréer.
En 1718 Morgagni assisté par Antonio Vallisneri examine un jeune homme atteint d'une forme remarquable d'hypospadias : l'urètre se présentait en un demi-canal, formé de sa partie supérieure seulement, ouvert sur toute la longueur de la face ventrale de la verge, et le long duquel le sperme arrivait à s'écouler, suffisamment pour atteindre l'utérus de son épouse qu'il avait rendue enceinte. Philippe Petit-Radel est du même avis, il rapporte le cas d'un homme hypospade père de plusieurs enfants, tout comme Johann Peter Frank qui l'a vu se transmettre de père en fils sur 3 générations, ou encore André Bry, médecin à Angers, qui l'a observé sur un homme de trente-deux ans père de cinq enfants. Ces observations ont conduit à considérer diverses sortes d'hypospadias, où les chances de fécondation diminuent à mesure que l'orifice se rapproche du périnée, ainsi que de l'inutilité de pratiquer la perforation du gland à sa position naturelle, une pratique proposée par les anciens uniquement dans les cas où l'hypospadias se présente à la racine du gland, et proscrite par Morgagni, Sabatier et Anthelme Richerand, lequel fait remarquer qu'un canal artificiel laissé à lui-même a tendance à se fermer avec le temps.

## Classifications des types d'hypospadias

### Hypospadias masculin

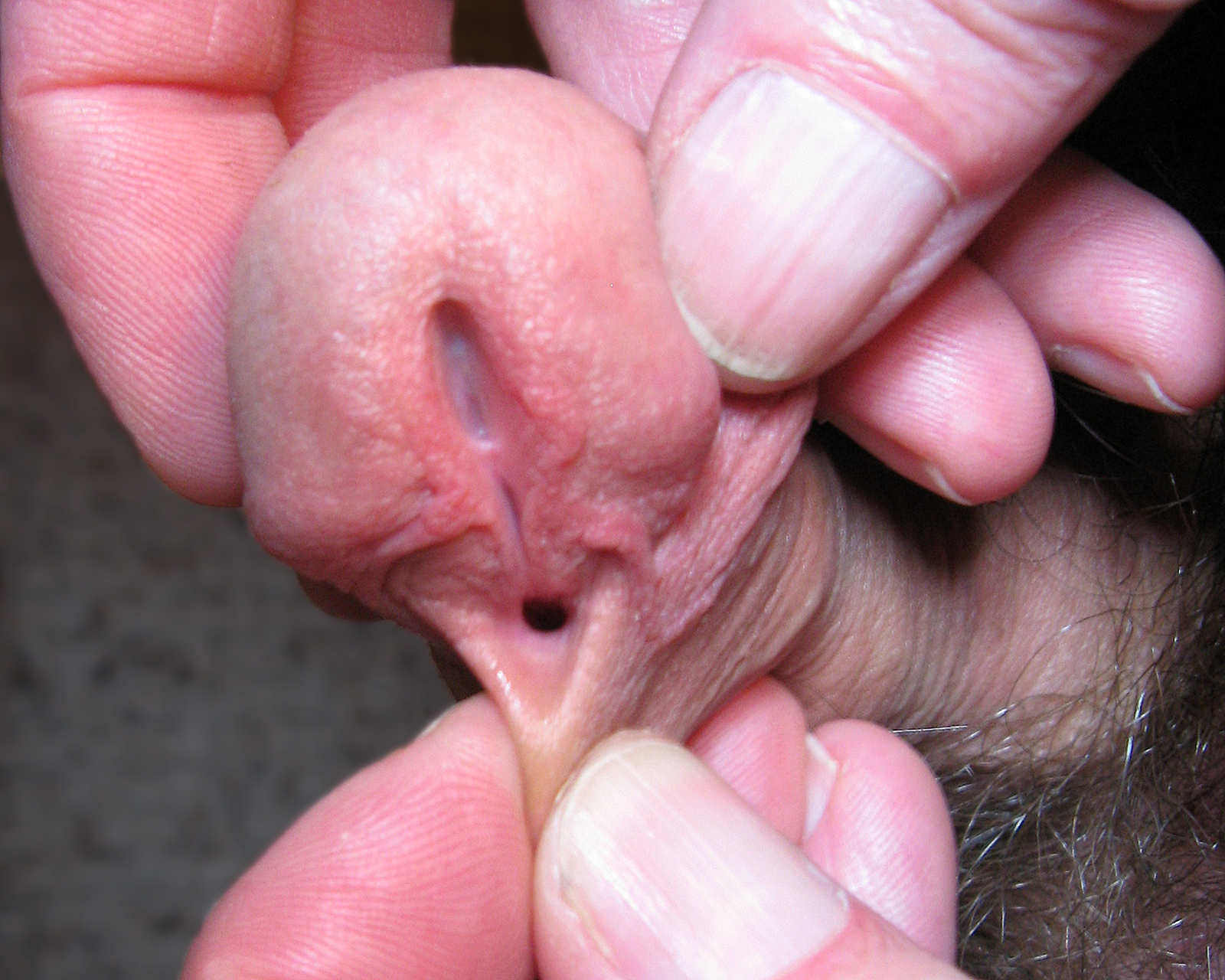
Exemple d'un hypospadias balano-préputial.

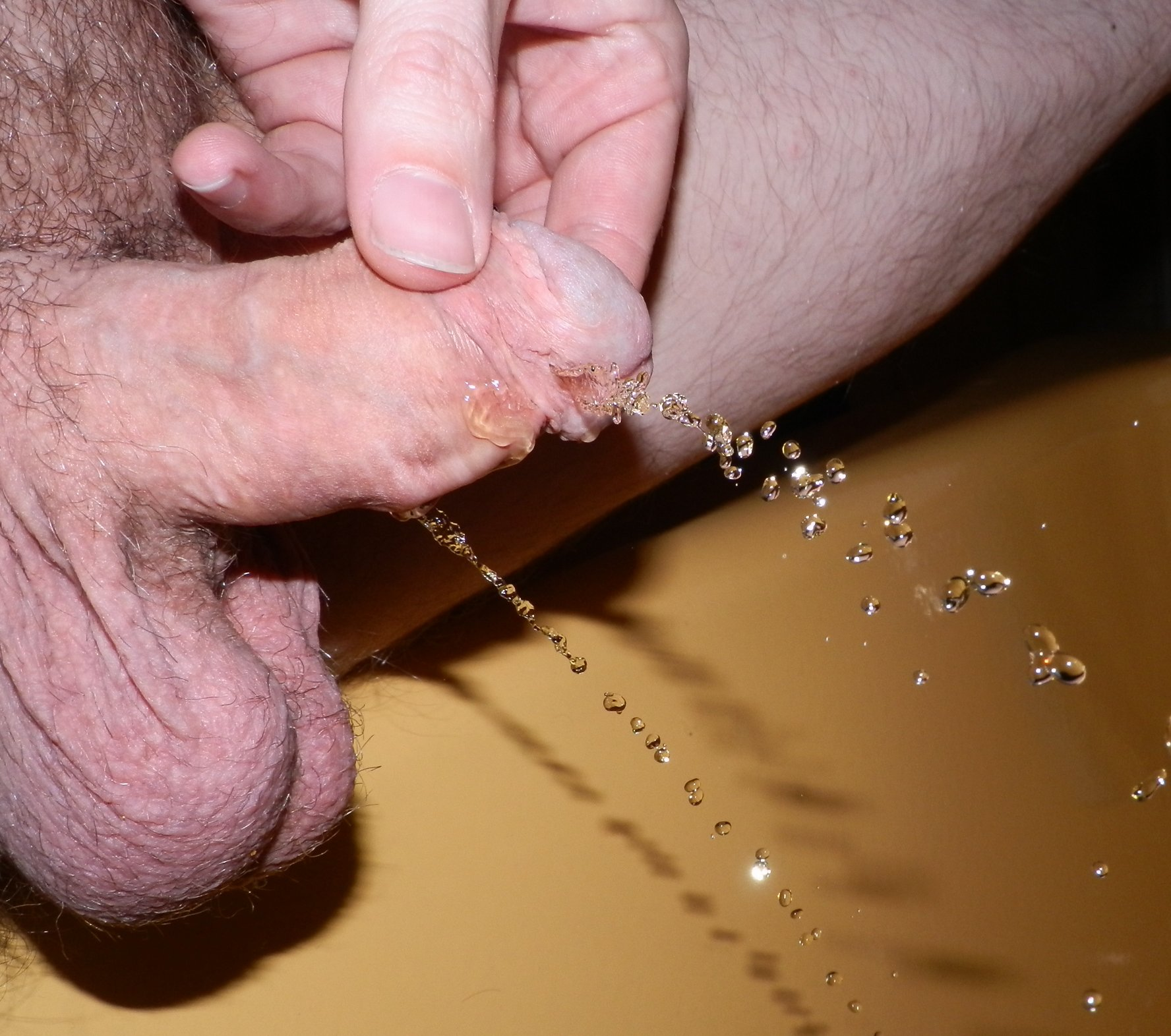
Double jet de miction avec une verge présentant un hypospadias pénien.

On distingue 5 formes dont les deux premières sont les plus fréquentes :
- l'hypospadias balanique ou glandulaire: à la base du gland,
- l'hypospadias balano-préputial : au niveau du sillon balano-préputial
- l'hypospadias pénien (antérieur) : au milieu du pénis,
- l'hypospadias péno-scrotal : au niveau du scrotum,
- l'hypospadias périnéal : au niveau du périnée.

On parle aussi d'hypospadias coronal (le type le plus souvent traités chirurgicalement), diaphysaire distal dans (autre type souvent traités chirurgicalement, mais moins fréquemment que l'hypospadias coronal), d'hypospadias diaphysaire (médian ou proximal).

### Hypospadias féminin
C'est une agénésie totale ou partielle du septum urétro-vaginal, qui fait que l'urine arrive (plus ou moins haut selon les cas) dans le vagin au lieu d'être évacuée normalement par le méat urétral situé dans la vulve.
Cette malformation est souvent associée à d’autres anomalies urogénitales, voire rachidiennes.

## Causes
Elles sont encore en partie mal connues, mais selon Charles Sultan qui dirige le service d’endocrinologie pédiatrique du CHU de Montpellier, il n'est plus douteux qu'il y ait un lien entre perturbateurs endocriniens et malformations génitales du garçon. Une étude montpelliéraine confirme ce lien avec un risque d'hypospadias accru pour les fils de parents exerçant une profession à risque, ou résidant près de sites sensibles.
Une cause fréquente de cette anomalie précoce du développement des organes (cause dite in utero) semble être l'exposition du fœtus, via la mère, à un reprotoxique ou à un perturbateur endocrinien. Les pesticides, certains adjuvants de plastique, cosmétique, shampoing, teinture pour cheveux ou d'autres produits chimiques sont suspectés de favoriser ces anomalies, de même chez le futur adulte qu'une délétion de la spermatogenèse.[réf. nécessaire]
Dans les pistes, un effet transgénérationnel du Distilbène montre que les petits-enfants des femmes traitées avec cette hormone de synthèse, prescrite pour prévenir les fausses couches, sont 40 à 50 fois plus exposés au risque de l'hypospadias,,.
La prise de valproate de sodium par la mère augmente également le risque de survenue de telles malformations.

## Traitement

### Traitement de l'hypospadias masculin
Cette malformation, plus ou moins bénigne, est souvent traitée par une intervention chirurgicale, pour permettre d'uriner debout, permettre une érection droite, une éjaculation normale, nécessaire à la fertilité ou pour faciliter les rapports sexuels.

### Traitement de l'hypospadias féminin
Il est chirurgical et consiste en une reconstitution urétrale, éventuellement avec méatoplastie (reconstruction d'un méat urinaire) en vue d’un cathétérisme intermittent par voie urétrale.

### Dans l'histoire de la médecine
Diverses types d'interventions ont été pratiquées en France depuis la Renaissance ; le chirurgien Jean Fernel aurait traité le roi Henri II. Louis Ombrédanne (1871-1956) fut un spécialiste de cette chirurgie réparatrice de l'hypospadias. Dans un article qui lui est consacré, on peut lire : « Louis Ombrédanne fut un des fondateurs de la chirurgie pédiatrique. Il fut l'inventeur de nombreuses techniques opératoires parmi lesquelles une place particulière tiennent celles concernant l'urologie infantile, telle que l'opération de l'hypospadias. »
L'intervention chirurgicale, sans le consentement de la personne, quand elle n'est pas nécessaire à la survie, est contestée par les organisations de défense des droits des personnes intersexes qui, de même que les institutions internationales et régionales de défense des droits humains, se positionnent contre les opérations non-consenties et non-nécessaires pour la survie de l'enfant car il s'agit d'une atteinte à leur intégrité physique.

### Technique chirurgicale
La réparation (dite par onlay in situ) est utilisée pour réparer tous les types d'hypospadias, ne nécessitant souvent qu'une seule intervention et parfois deux (10 % des cas environ) ; elle préserve la plaque urétrale et permet la formation d'un lambeau bien vascularisé avec un tissu adéquat pour recouvrir complètement le néo-urètre. Elle n'induit pas de sténoses urétrales.
La plupart des incidents (fistules) au XXe siècle étaient souvent dus à un mauvais placement de la sonde de dérivation de l'urine.
Les résultats de la chirurgie ne semblent pas influencés par l'âge au moment de l'opération,. Les adolescents et les adultes ne passent généralement qu'une nuit à l'hôpital après la chirurgie[réf. nécessaire].
La plupart des chirurgiens opèrent l'hypospadias avant la puberté afin d'éviter des problèmes psychologiques à l'école ou dans le sport. Les enfants ont tendance à cacher leur malformation, surtout si leur pénis est petit ou courbé, et les parents leur conseillent souvent de ne pas en parler pour diverses raisons, notamment du fait de la pression sociale et de l'importance symbolique du pénis dans la construction de la personnalité au moment de la puberté.
Il est important d'aborder cet aspect psychologique avec les enfants et les parents. Ce n'était pas le cas il y a plus de 20 ans.
Un traitement hormonal, pré-opératoire, susceptible d’accroître la taille du pénis (injections de testostérone ou crèmes topiques) est parfois utilisées chez des enfants au pénis petit et atteints d'hypospadias proximal afin d'augmenter la longueur et la circonférence de leur pénis ; peu d'études ont porté sur l'impact de ce traitement sur le succès de la chirurgie correctrice, et celles qui existent présentent des conclusions contradictoires,.

### Importance des congrès de chirurgie pédiatrique pour l'évolution des techniques et sur le plan éthique
Le Symposium de chirurgie pédiatrique organisé à Paris en 1967 par la Société de Chirurgie Infantile sur le thème de l'hypospadias eut un rôle très important, en effet, lors du Symposium 3 459 cas d'enfants opérés du fait de différentes variantes de cette malformation ont été analysés.
Les différents techniques utilisées pour traiter les hypospadias (Leveuf, Duplay, Obrédanne, Mathieu et variantes, Browne, Cahuzac, etc) analysées lors du Symposium aboutissant toutes à un nombre important de fistules pour environ 22% des enfants opérés (9% des hypospadias balaniques, 28% des hypospadias moyens, 27% des hypospadias postérieurs dont un nombre important de fistules réopérées plusieurs fois.
Les débats lors du Symposium ont mis en évidence que la grande majorité des chirurgiens plaçaient la sonde de dérivation d'urines au niveau du périnée.
Quelques chirurgiens expliquèrent que les fistules résultaient quelquefois du calcaire provenant des urines et bouchait la sonde, aussi il faisaient boire des jus de fruits pour limiter ce risque (Pr Bartrina), la pression des urines réouvrant l'ancien méat suturé, ce qui était très douloureux et traumatisant sur le plan psychologique.
Un chirurgien expliqua qu'à l'Hôpital Bretonneau ils ne plaçaient pas de sonde pour les hypospadias balaniques (Pr Bourreau) et les chirurgiens Pr Van der Meulen et Bourreau expliquèrent qu'ils ne plaçaient pas la sonde au niveau du périnée mais au niveau du nouveau méat résultant de l'opération, c'est d'ailleurs la technique qui est la plus utilisée désormais, sauf nécessité du fait de la morphologie de l'enfant) et depuis le Symposium le nombre de fistules a nettement diminué,.
Quelques chefs de service expliquèrent l'importance de l'âge de l'opération, de préférence avant l'âge de 12 ans afin d'éviter des difficultés psychologiques au moment de la puberté (Pr Pellerin) et ont fait référence à l'étude psychologique réalisée sur les enfants opérées afin de vérifier qu'il n'y avait pas de trouble lors de la scolarité (analyse de QI, tests de Binet), y compris avec des tests de Student,
Quelques uns ont fait mention de la nécessité d'éviter certains médicaments, sans en faire de liste exhaustive (Pr Bourreau et Chigot).
L'organisateur présidant le Symposium, Pr Barcat, a mis l'accent sur la nécessité de remédier au faible niveau de diagnostic des chirurgiens et manque de formation afin de remédier aux séquelles trop nombreuses,
Ce Symposium a pour contexte l'évolution des mentalités dans les années 1960 et l'évolution du consumérisme dont résulte la réflexion sur la place des enfants sur le plan marketing et comme sujets de droits dans la médecine. En France la loi sur l'informatisation des dossiers médicaux date du 11 mars 1968, quelques mois après le Symposium et permettant une plus grande transparence des soins médicaux et chirurgicaux ainsi qu'une plus grande efficacité dans l'organisation des soins hospitaliers.
(NB:les premiers médicaments pour enfants n'apparaitront qu'en 1998 du fait d'une directive du Parlement européen).
Ce Symposium a donc une place importante dans l'histoire de la chirurgie pédiatrique et sur le plan éthique dans le prise en compte de la souffrance des enfants pouvant être occasionnée du fait de techniques inappropriées ou mal maitrisées ainsi que de leur psyché.

### Complications post-opératoires
Les complications majeures sont rares.
Des complications fonctionnelles nécessitent une réintervention dans environ 10 % des cas, et des complications mineures (c'est-à-dire corrigées par des gestes simples ou une évaluation postopératoire précoce) concernent un petit nombre d'opérés (5% environ).
Les complications post-opératoires, quand elles existent, apparaissent à une médiane de 158 jours (moyenne de 570) après l'opération, un suivi à long terme est donc indiqué. Dans les cas graves de malformation, le chirurgien demande généralement à revoir le patient régulièrement, notamment parce que certaines complications ne sont découvertes qu'à la puberté (ex : courbure résiduelle du pénis...) quand le pénis grandit.

## Hipospades notoires
- Parmi les rois de France, Henri II[55] et Henri IV furent porteurs de cette malformation ;
- François d'Assise de Bourbon, roi consort d'Espagne ;
- L'écrivain Sainte-Beuve, selon Michel de Decker, en était atteint[56] ;
- Maurice Duplessis également, selon son biographe Conrad Black[57] ;
- Adolf Hitler aurait été porteur d'un micropénis[58], d'un testicule non descendu et d'un hypospadias balanique selon des rapports médicaux cités dans le livre Hitler's Last Day: Minute by Minute (Le Dernier Jour d'Hitler : minute par minute), des historiens Jonathan Mayo et Emma Craigie[58]
- Tiger Devore[59],[60] ;
- Gabriel J. Martín[61] ;
- Scout Schultz[62] ;
- Aprilio Manganang[63] ;
- Lil Dicky[64] ;
- Raphaël Bienvenu Sabatier, professeur et chirurgien qui s'est intéressé à cette pathologie était lui-même hypospade[20].
- Nolan Rousseau-Payant